# Gisela Harum
Gisela Harum foi uma jogadora de xadrez da Áustria que disputou quatro vezes o Campeonato Mundial Feminino de Xadrez. Em Londres (1927), ficou em sétimo lugar e em Folkestone (1933) oitavo. Sua melhor colocação foi na Polônia (1935) e em Estocolmo (1937) ficou em vigésimo lugar.